# Barcice Drwalewskie
Barcice Drwalewskie (prononciation : [barˈt͡ɕit͡sɛ drvaˈlɛfskʲɛ]) est un village polonais de la gmina de Chynów dans le powiat de Grójec de la voïvodie de Mazovie dans le centre-est de la Pologne.
Il se situe à environ 7 kilomètres à l'ouest de Chynów (siège de la gmina), 9 kilomètres au nord-est de Grójec (siège du powiat) et à 35 km au sud de Varsovie (capitale de la Pologne).
Le village possède une population de 189 habitants en 2003.

## Histoire
De 1975 à 1998, le village appartenait administrativement à la voïvodie de Radom.